# Nintendo Classic Mini
Nintendo Classic Mini (NES Classic Edition i Nordamerika) är en spelkonsol som släpptes den 11 november 2016. Konsolen är en replika av Nintendos NES som släpptes i Japan 1983, och har 30 NES-spel inbyggda i systemet och även en port för HDMI. Det finns två portar för kontroller som även går att koppla in till Wii och Wii U genom deras spelkontroll. Spelkonsolen förbokades av kunder hos flera återförsäljare, och den första mycket begränsade försändelsen kunde inte täcka upp alla förbokade beställningar. Även i USA var konsolen helt slut redan på releasedatum och beräknades åter efter fyra veckor.